# Számtartományok
A számtartomány számokból álló halmaz, röviden számhalmaz. A történelem folyamán ahogy nőtt az igény az egyre bonyolultabb dolgok (számbeli) kifejezésére, úgy nőtt az igény a számhalmaz(ok) bővítésére is. Így jutottunk el a természetes számoktól a komplex számokig, és közben mindegyik új számhalmaznak a régi a részhalmaza volt.
1. Természetes számok halmaza (N): A pozitiv egész számok, amelyek 1, 2, 3, stb. Ez a legalapvetőbb számhalmaz. Ha egy halmaz tartalmazza az 1, 2 számokat és minden k számhoz a rákövetkező számot, akkor tartalmazza az összes természetes számot. A számjegyeket az ún. arab számjegyekkel ábrázoljuk (például 1, 2, 16, 36156 stb.). Jelölése N. Nem minden országban tartozik azonban bele a természetes számok halmazába a nulla. A matematikusok nem értenek egyet abban, hogy a nulla természetes szám-e. A félreértések elkerülése végett mindig tisztázni kell, hogy melyik halmazról van szó: N0 beleértve, N+ nem értve bele. A matematika tanításában országonként változhat a megállapodás; például Magyarországon úgy tanítják, hogy a nulla természetes szám, míg Szlovákiában nem.
2. Nemnegatív egész számok halmaza (W): A természetes számok, beleértve a nullát is. (pl.: W={0,1,2,3,…})
3. Egész számok halmaza (Z):  Az egész számok és azok negatívjai. (pl.: Z={…,−3,−2,−1,0,1,2,3,…}) A negatív számokat a gyakorlatban is széles körben használjuk, elég csak az időjárásra (például „–5 °C van kint”), vagy a banki átutalásokra (például –5000 Ft azt jelenti, hogy 5000 forintot vettek le a számláról stb.) gondolni. Jele Z.
4. Racionális számok halmaza  (Q): Olyan számok, amelyek két egész szám hányadosaként fejezhetők ki, ahol a nevező nem nulla. (pl.: {\displaystyle Q=\{{\frac {a}{b}}\mid a,b\in Z,b\neq 0\}}). Amikor már nem volt elég az egész számok halmaza se a matematikai műveletekhez (például {\displaystyle {\frac {5}{2}}=2{,}5}, vagy {\displaystyle {\frac {1}{3}}\approx 0{,}{\bar {3}}}), akkor az egész számok halmaza újabb számokkal bővült, mégpedig azokkal, amelyeket felírhatunk tört formájában (vagyis {\displaystyle {\frac {a}{b}}}, ahol {\displaystyle b\neq 0}). Jelölése Q.
5. Irracionális számok halmaza  (I): Olyan számok, amelyek nem fejezhetők ki két egész szám hányadosaként, és tizedes tört alakjuk nem záródik le és nem ismétlődik. Ide tartoznak a matematikai állandók amik olyan számszerű értékek, amelyeket matematikai összefüggésekben és formulákban használnak. Ezek közé tartozik például a kört jellemző pi (π), az exponenciális függvény alapjaként szolgáló Euler-féle szám (e), az aranymetszés aránya (φ), a kettő gyök alatt ({\displaystyle {\sqrt {2}}}) és a természetes logaritmus alapja (ln). Ezek az állandók fontos szerepet játszanak matematikai analízisekben, fizikai törvényszerűségekben és más tudományos alkalmazásokban is.
6. Valós számok (R): Az összes racionális és irracionális szám kombinációja.
7. Komplex számok: Egy komplex szám olyan szám, amely az a+bi formában fejezhető ki, ahol a és b valós számok, és i az imaginárius egység, melyre érvényes, hogy {\displaystyle i^{2}=-1}, vagy a négyzetgyökvonás jelének értelmezését kibővítve: {\displaystyle i={\sqrt {-1}}}. Ezekkel a számokkal már megoldhatóak az {\displaystyle x^{2}=-4} jellegű egyenletek, amelynek mindkét gyöke a komplex számok halmazán {\displaystyle 2i} és {\displaystyle -2i}.
Az elemi matematikában az összes számhalmaz a következő részhalmaza, vagyis {\displaystyle \mathbb {N} \subset \mathbb {Z} \subset \mathbb {Q} \subset \mathbb {R} \subset \mathbb {C} .} Amennyiben a számtartományok formális és nem-axiomatikus eszközökkel való felépítését fogadjuk el, ezen szigorú és rendszeres algebrai vagy analitikus konstrukciók során a fenti relációlánc egyik-másik vagy akár az összes eleme érvénytelenné válhat. A „felsőbb” matematikában ezen tartományok nem feltétlenül részhalmazai egymásnak, hanem egy gyengébb kapcsolat van köztük, nevezetesen, beágyazhatóak egymásba.
A Komplex Számokon Túl
Vannak más számrendszer-kiterjesztések is a komplex számokon túl, de ezek speciálisabbak és fejlettebbek, gyakran magasabb szintű matematikában találkozhatunk velük:
Kvaterniók: A kvaterniók a komplex számokat négy dimenzióra terjesztik ki.
   Egy kvaternió az a+bi+cj+dk formában fejezhető ki, ahol i, j, k az alapvető kvaternió egységek.
Oktoniók: Az oktoniók a kvaterniókat nyolc dimenzióra terjesztik ki.
   Bonyolultabb szorzási szerkezetük van, és nem asszociatívak.
Hiperreális Számok: A hiperrális számok a valós számokat kiterjesztik végtelen kicsi és végtelen nagy mennyiségekkel.
   Nem standard analízisben használatosak.
Szürreális Számok: A szürreális számok egy sokkal nagyobb osztályt alkotnak, amely magában foglalja a valós számokat, végtelen számokat és végtelen kicsi számokat.

   Játékelméletben és kombinatorikus játékelméletben alkalmazhatók.